# Premio Torrente Ballester
El Premio de Narrativa Torrente Ballester es concedido anualmente por la Diputación de La Coruña a una obra de narrativa inédita en lengua castellana o gallega.
Toma su nombre como homenaje al narrador Gonzalo Torrente Ballester.
Creado en 1989, la dotación en 2006 es de 25.000 euros y publicación para el ganador, bien en la Diputación de La Coruña, bien en alguna editorial comercial. Se convoca en enero y se falla en el último trimestre del año.

## Lista de autores y libros premiados
- 1989. Pedro Crespo (en lengua castellana), La muerte en la boca (La Coruña, Diputación, 1990). 180 páginas, ISBN 84-86040-43-4.
- 1990. Vlady Kociancich (en lengua castellana), Todos los caminos (Madrid, Espasa Calpe, 1991). 184 páginas, ISBN 84-239-2353-3.
- 1991. Ignacio Martínez de Pisón (en lengua castellana), Nuevo plano de la ciudad secreta (Barcelona, Anagrama, 1992). 208 páginas, ISBN 84-339-0936-3.
- 1992. Victor F. Freixanes (en lengua gallega), A cidade dos Césares (Vigo, Edicións Xerais, 1993). 408 páginas, ISBN 84-8302-841-7.
- 1993. Antonio Pereira (en lengua castellana), Las ciudades de Poniente (Madrid, Anaya & Mario Muchnik, 1994). 136 páginas, ISBN 84-7979-266-3.
- 1994. José María Parreño (en lengua castellana), Las guerras civiles (Madrid, Anaya & Mario Muchnik, 1995). 184 páginas, ISBN 84-7979-314-7.
- 1995. Manuel Rivas (en lengua gallega), ¿Qué me queres, amor? (Vigo, Galaxia, 1995). 186 páginas, ISBN 84-8288-027-6.
- 1996. Xosé Carlos Caneiro (en lengua gallega), Un xogo de apócrifos (Vigo, Edicións Xerais, 1998). 376 páginas, ISBN 84-8302-129-3.
- 1997. Fernando Palazuelos (en lengua castellana), La trastienda azul (Madrid, Lengua de Trapo, 1998). 256 páginas, ISBN 84-89618-25-9.
- 1998. Francisco Javier Guzmán Fernández (en lengua castellana), La Brigada Lincoln.
- 1999. Carlos Martínez Montesinos (en lengua castellana), Una bandada de mujeres muertas (Madrid, Lengua de Trapo, 2000). 192 páginas, ISBN 84-89618-53-4.
- 2000. Xosé Vázquez Pintor (en lengua gallega), A memoria do boi (Vigo, Edicións Xerais, 2001). 168 páginas, ISBN 84-8302-644-9. Finalista: Francisco López Serrano (en lengua castellana), Dios es Otra (Barcelona, DVD Ediciones, 2002), 192 páginas, ISBN 84-95007-83-4.
- 2001. César Gavela (en lengua castellana), El obispo de Cuando (Madrid, Taller de Mario Muchnik, 2002). 212 páginas, ISBN 84-95303-46-9.
- 2002. Rubén Abella (en lengua castellana), La sombra del escapista (Santiago de Compostela, Lea, 2003). 232 páginas, ISBN 84-95444-43-7.
- 2003. Xesús Constela (en lengua gallega), As humanas proporcións (Vigo, Galaxia, 2004). 156 páginas, ISBN 84-8288-721-1.
- 2004. Luisa Castro (en lengua castellana), Una patada en el culo (publicado como Podría hacerte daño; La Coruña, Ediciones del Viento, 2005. 200 páginas, ISBN 84-934060-5-8.
- 2005. Andrés Barba (en lengua castellana), Versiones de Teresa (Barcelona, Anagrama, 2006). 208 páginas, 84-339-7130-1.
- 2006. José María Merino (en lengua castellana), El lugar sin culpa (Editorial Alfaguara). Finalista: Xabier López López (en lengua gallega), Trinta e dous dentes (Vigo, Editorial Galaxia, 2007).
- 2007. Xosé Manuel Pacho Blanco (en lengua gallega), A choiva do mundo (Vigo, Editorial Galaxia, 2008.
- 2008. Carlos G. Reigosa (en lengua gallega), O xornalista. A vida do outro (Vigo, Edicións Xerais, 2009).
- 2009. Milagros Frías (en lengua castellana), El verano de la nutria, Algaida, 2010, 304 páginas, ISBN 978-84-9877-422-1
- 2010. José María Guelbenzu (en lengua castellana), El hermano pequeño (Ediciones Destino, 2010, 350 páginas, ISBN 978-84-233-4475-8
- 2011. Esther Bendahan (en lengua castellana), Amor y ley. El tratado del alma gemela.
- 2012. Ernesto Pérez Zúñiga (en lengua castellana), La fuga del maestro Tartini.
- 2013. Jorge Eduardo Benavides (en lengua castellana), El enigma del convento (Madrid, 2014, Alfaguara).
- 2014. Berta Vias Mahou (en lengua castellana), Yo soy El Otro (Acantilado, 2015)
- 2015. Blanca Riestra (en lengua castellana), Greta en su laberinto.[1]
- 2016. Vicente Luis Mora (En lengua castellana), Fred Cabeza de Vaca.
- 2016. Eli Ríos (En lengua gallega), Luns
- 2017. Ana Lena Rivera Muñiz (En lengua castellana), Lo que Callan los Muertos y Fátima Martín Rodríguez (En lengua castellana), El Ángulo de la Bruma.
- 2017. Manuel Antonio Piñeiro Fernández (En lengua gallega), A Través do Fume
- 2018. Dolores Torrano Vicente (En lengua castellana), La Argentina que dios quiere, viaje austro-atlántico
- 2018. Xabier López López (En lengua gallega), 900
- 2019. Miguel Sánchez Robles (En lengua castellana), "El síndrome de Hybris".
- 2020. Xosé Ricardo Losada (En lengua gallega), "O rosario e a buguina".[2]
- 2021. María Cureses de la Vega (en lengua castellana), Ni luz ni llanto
- 2022. Amador Castro (en lengua gallega), Pronto hei de volver
- 2023. César Cequeliños (en lengua gallega) Sábeme a salamantija o ceo da boca
- 2024. Antonio Bonet de Luna (en lengua castellana) La soledad de los reptiles